# Helga Heinrich-Steudel

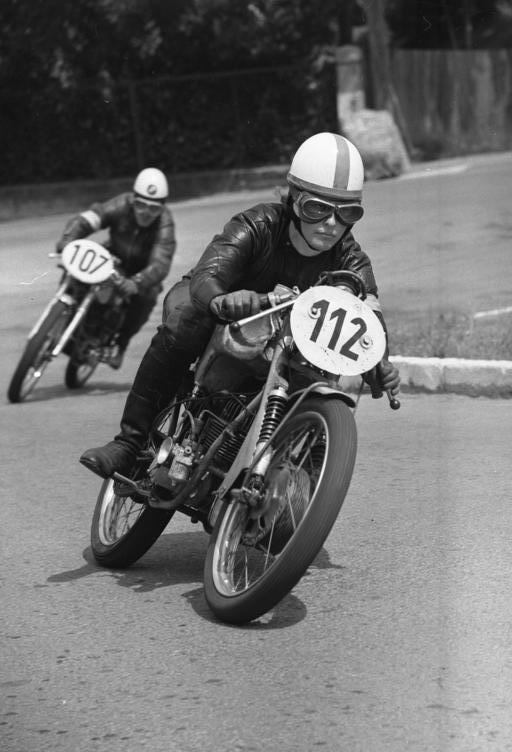
Helga Steudel bei einem Rennen auf dem Schleizer Dreieck im Jahr 1963 auf einer RE 125

Helga Heinrich-Steudel geb. Steudel (* 4. Mai 1939 in Görschnitz, heute Stadtteil von Elsterberg) ist eine ehemalige deutsche Motorrad- und Automobilrennfahrerin.
Helga Heinrich-Steudel ist die erste Motorradrennfahrerin, die – damals noch unter ihrem Geburtsnamen Steudel – ein Rennen auf dem Sachsenring gewinnen konnte. Heute lebt sie im vogtländischen Mylau.

## Karriere
Helga Heinrich-Steudel kam nach ersten Geschicklichkeits- und Sternfahrten zum Straßenrennsport und bestritt 1959 ihr erstes Motorradrennen auf dem Bautzener Autobahnring mit einer 350er Jawa. Ab 1960 startete sie mit einer MZ RE 125 in der 125-cm³-Ausweisklasse. Erste Rennsiege errang sie am 25. August 1963 beim Geyer-Bergrennen und am 29. September 1963 auf der Dresdner Autobahnspinne.
Am 17. Juli 1965 siegte Heinrich-Steudel auf dem Sachsenring im Rennen der 125-cm³-Ausweisfahrer, das im Rahmen des Großen Preises der DDR zur Motorrad-Weltmeisterschaft ausgetragen wurde, bei sehr widrigen Wetterbedingungen. Weitere Siege errang sie auf dem Schleizer Dreieck, Frohburger Dreieck und beim Lückendorfer Bergrennen auf der MZ RE.
Es gab eine Enttäuschung, dass sie gemäß FIM-Statuten keine Lizenz bekam, um an der DDR-Meisterschaft oder an internationalen Motorradrennen teilnehmen zu können, obwohl Heinrich-Steudel ab 1963 jedes Jahr die Voraussetzungen erfüllte. Sie beendete ihre Motorradfahrer-Karriere Ende 1967.
Am 2. August 1970 hatte Heinrich-Steudel ihr Comeback im Automobilsport beim Lückendorfer Bergrennen; sie belegte den vierten Platz im Melkus RS 1000. Ihren ersten Sieg bei den Automobilen errang sie am 7. September 1974 beim Glasbach-Bergrennen im ebenfalls von Melkus mit modifiziertem Wartburg-Motor gebauten Wartburg-Spider (B6). 1979 war ihr erfolgreichstes Jahr im Automobilsport mit einem Gesamtsieg der DDR-Bestenermittlung der Klasse B6 (Spider) und dem Gesamtrang fünf in der DDR-Bestenermittlung der Rennwagen B8 Leistungsklasse (LK) II. Damit stieg Heinrich-Steudel in die LK I der Rennwagen B8 in einem Feld mit Ulli Melkus, Bernd Kasper, Frieder Kramer, Heiner Lindner und anderen auf.
Ende 1983 verabschiedete sich Helga Heinrich-Steudel endgültig vom Rennsport – in erster Linie wegen nicht konkurrenzfähigen Materials. Ein knappes Jahrzehnt später stieg sie 1992 abermals in einen Rennwagen. Seit 2004 nahm sie an Classic-Veranstaltungen in der Formel Easter teil; seit September 2007 wieder auf dem Rennmotorrad MZ RE 125.
2011 bestritt sie Gleichmäßigkeitsprüfungen im Rahmen der GLPpro-Serie und des ADMV  CLASSIC  CUP, 2014 nahm die inzwischen 75-Jährige an mehreren Rennen teil.